# Scout Niblett

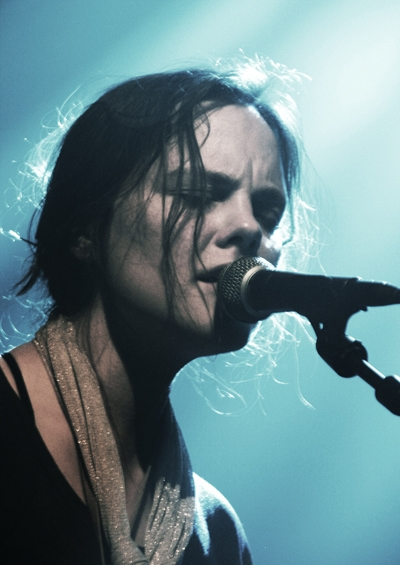
Scout Niblett

Scout Niblett (* 29. September 1973 in Staffordshire, England, bürgerlicher Name Emma Louise Niblett) ist eine englische Sängerin, Songwriterin und Multi-Instrumentalistin.

## Leben
Niblett wuchs auf in Rugeley. Sie erlernte Blockflöte und Klavier. Nachdem sie den Film Wer die Nachtigall stört gesehen hatte, nannte sie sich nach der darin vorkommenden Protagonistin Scout. So entstand ihr Künstlername.
Mit 19 Jahren zog sie nach Nottingham, wo sie eine Kunstschule besuchte. Während des Studiums begann Niblett in Clubs in Nottingham aufzutreten. Anfangs sowohl mit Musik als auch als Stand-up-Komikerin, obwohl sie sich selbst nie für komisch hielt.
Nachdem sie sich lange Zeit ohne Erfolg bei britischen Labels beworben hatte, bekam sie von dem amerikanischen Label Secretly Canadian ihren ersten Vertrag angeboten. 2003 zog sie dann in die USA, weil dort, wie sie sagt, die Bedingungen gerade für Untergrund Musiker deutlich besser seien als in ihrer alten Heimat. Nach mehreren Ortswechseln innerhalb der USA lebt sie nun seit 2005 in Portland, Oregon.
Nibletts Musikstil ist eher minimalistisch. Viele ihrer Lieder bestehen ausschließlich aus ihrem Gesang, nur begleitet von entweder Gitarre oder Schlagzeug.
Für die Aufnahme ihrer Alben I Am, Kidnapped by Neptune, This Fool Can Die Now und The Calcination of Scout Niblett engagierte sie den Nirvana- und Pixies-Produzenten Steve Albini. Für die Alben Kidnapped by Neptune und It’s Up to Emma holte sie sich weitere Musiker zur Unterstützung. It's Up to Emma (2013) ist auch das erste Album, das Niblett komplett alleine produziert und abgemischt hat.

## Diskografie

### Alben
- 2001: Sweet Heart Fever
- 2003: I Am
- 2005: Kidnapped by Neptune
- 2007: This Fool Can Die Now (mit Gastsänger Will Oldham)
- 2010: The Calcination of Scout Niblett
- 2013: It’s Up to Emma

### EPs
- 2003: I Conjure Series
- 2004: Uptown Top Ranking

### Singles
- 2001: Lioness / Miss My Lion (7", Split mit Songs: Ohia)
- 2002: Shining Burning / Whoever You Are Now (7")
- 2003: Drummer Boy
- 2003: I’ll Be a Prince
- 2007: Just Do It / Dinosaur Egg
- 2009: It's Time My Beloved
- 2012: No More Nasty Scrubs